# Leonora Jakupi
Leonora Jakupi (født 3. marts 1979 i Skenderaj i Jugoslavien) er en albansk sangerinde.I dag bor hun i Kosovos hovedstad Pristina.Hun mistede sin far under Kosovokrigen (1998-1999) hvor han blev dræbt af jugoslaviske sikkerhedsstyrker.Hendes mest populære sang er Kan uskyld blive dræbt? (A vritet pafajsia?) fra i 1998, mens Leonora var en flygtning under krigen i Albanien. Hun dedikerede sangen til sin far og andre albanere der døde under Kosovo-krigen.

## Sange
- Sahara
- A vritet pafajsia?
- Ti nuk egziston
- Ende të dua
- As mos provo
- Zemra të kërkon
- Ky Eshtë Fundi
- Puthja Jote
- I Harruar